# Louis Mordell

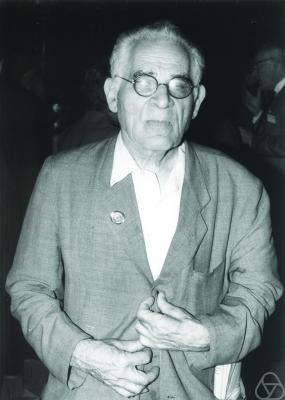
Louis Mordell in Nizza, 1970

Louis Joel Mordell (* 28. Januar 1888 in Philadelphia, USA; † 12. März 1972 in Cambridge, England) war ein amerikanisch-britischer Mathematiker, der vor allem in der Zahlentheorie, speziell der Theorie diophantischer Gleichungen arbeitete.

## Jugend und Studium
Mordell wurde als drittes von acht Kindern litauischer jüdischer Eltern, die einige Jahre vor seiner Geburt in die USA eingewandert waren, in Philadelphia geboren. Schon in der Schule fiel sein mathematisches Talent auf, das er im Selbststudium beispielsweise von Leonhard Euler schulte. Er verdiente sich das Geld für die Überfahrt nach England, um an den Prüfungen zur Erlangung eines Mathematik-Stipendiums an der Universität Cambridge teilzunehmen. Für ihn im Nachhinein selbst überraschend wurde er Erster und gewann das Stipendium. Im Studium unter Thomas John l'Anson Bromwich und Henry Frederick Baker wurde er 1909 Dritter („Third Wrangler“) in den Tripos (die beiden ersten Plätze belegten die heute weit weniger bekannten Daniell und Neville), den letzten solchen Prüfungen vor der überfälligen Reform durch Godfrey Harold Hardy. Schon im Studium entstand sein Interesse für die Lösung von Gleichungen in ganzen Zahlen (diophantische Gleichungen). Er gewann den 2. Smith-Preis für einen Essay über die Lösungen der „Mordell-Gleichung“ {\displaystyle y^{2}=x^{3}+k}, die schon Pierre de Fermat betrachtet hatte, und die er mit Methoden aus der elementaren Kongruenzarithmetik im Sinne von Carl Friedrich Gauß, Idealtheorie sowie der Verbindung zu kubischen Formen behandelte. Damals kannte er noch nicht Axel Thues Arbeit über diese Gleichung und gab explizite Lösungen für viele Werte von {\displaystyle k}. Mit Thues Arbeit wurde so bewiesen, dass diese Gleichung nur endlich viele Lösungen hat. Mordell hatte zunächst noch die Existenz unendlich vieler Lösungen für möglich gehalten. Mordell setzte seine Arbeit über diophantische Gleichungen dritten und vierten Grades (elliptische Kurven) fort, war aber sehr enttäuscht, als eine seiner Hauptarbeiten 1913 vom angesehenen Journal of the London Mathematical Society zurückgewiesen wurde – er führte dies auf die Vernachlässigung der Zahlentheorie in England zurück.

## Karriere
1913 wurde er, nachdem eine Bewerbung um eine Fellow-Stelle in Cambridge erfolglos war, Lehrer am Birkbeck College der Universität London, ab 1916 unterbrochen durch die Arbeit als Statistiker für das Kriegsministerium. 1917 wandte er die Theorie der Modulfunktionen in der Zahlentheorie an und bewies S. Ramanujans Vermutung über die Tau-Funktion {\displaystyle \tau (n)}. Die Theorie wurde später vom deutschen Zahlentheoretiker Erich Hecke wiederentdeckt und ausgebaut (unter anderem zur Theorie der Hecke-Operatoren). Dabei bediente sich Mordell in seinen Arbeiten in Gegensatz zu algebraischen Methoden etwa der deutschen Schule um beispielsweise Emil Artin und Helmut Hasse meist „elementarer“ Methoden, oder anders ausgedrückt, der Mathematik bis zum 19. Jahrhundert im Stil von Euler und Gauß.
1920 nahm er eine Stelle am Manchester College of Technology an, bevor er 1922 Professor an der dortigen Universität wurde. 1922 veröffentlichte er eine Arbeit, in der er bewies, dass die Gruppe der rationalen Punkte auf elliptischen Kurven endlich erzeugt ist (von ihm „finite basis theorem“ genannt), was 1929 von André Weil auf alle algebraischen Kurven erweitert wurde (Satz von Mordell-Weil). Mordell benutzte dabei eine Version von Fermats Methode des unendlichen Abstiegs. Gleichzeitig vermutete er (Vermutung von Mordell), dass es für Kurven definiert über {\displaystyle \mathbb {Q} } vom Geschlecht {\displaystyle g>1} nur endlich viele rationale Punkte gibt, was 1983 durch Gerd Faltings bewiesen wurde (deshalb auch „Satz von Faltings“ genannt). Mit den ebenfalls in Manchester lehrenden Harold Davenport und Kurt Mahler machte er die dortige Universität zu einem Zentrum der Zahlentheorie in England, besucht von ausländischen Gästen wie Hans Heilbronn, Derrick Henry Lehmer, Claude Chabauty. Seine Arbeitsfelder waren unter anderem Gauß-Summen, Exponential-Summen (wichtig für die Lösung diophantischer Gleichungen mod {\displaystyle p}, wie etwa in der Arbeit André Weils, in der dieser die Riemannhypothese für irreduzible algebraische Kurven beweist und seine Vermutungen aufstellt), Minkowskis Geometrie der Zahlen, kubische Flächen (am bekanntesten ist hier der Satz seines Schülers Beniamino Segre, dass sie nur 0, 1 oder unendlich viele rationale Punkte haben).
1924 wurde Mordell als Mitglied („Fellow“) in die Royal Society aufgenommen, obwohl er zu diesem Zeitpunkt noch nicht britischer Staatsbürger war. 1949 verlieh ihm die Royal Society die Sylvester-Medaille. 1929 wurde er britischer Staatsbürger. 1945 wurde er Nachfolger von Godfrey Harold Hardy als Mathematik-Professor an der Universität Cambridge. 1943 bis 1945 war er Präsident der London Mathematical Society, deren De-Morgan-Medaille er 1941 erhielt. Nach seiner Emeritierung 1953 hatte er zahlreiche Gastprofessuren rund um die Welt und schrieb weiter zahlreiche Arbeiten über Zahlentheorie. 1936 hielt er einen Plenarvortrag auf dem Internationalen Mathematikerkongress in Oslo (Minkowski’s Theorems and Hypotheses on Linear Forms) und 1962 war er Invited Speaker auf dem ICM in Stockholm (On Lerch’s class number formulae for binary quadratic forms).

## Privatleben
Mordell war passionierter Bergsteiger (in seiner Jugend auch Felskletterer), Schwimmer und Bridge-Spieler. Er war seit 1916 verheiratet und hatte einen Sohn Donald (Professor für Ingenieurwesen in Kanada) und eine Tochter. Zu seinen Schülern zählen Paul Erdős, John Arthur Todd, Patrick du Val, Beniamino Segre und Kurt Mahler. Nach Harold Davenport hatte er einen einfachen, hilfsbereiten Charakter und eine natürliche Begabung für Freundschaften. Er unterstützte seine Studenten und Kollegen ohne Hintergedanken und trug auch viel zur Erklärung seines Fachs bei mit vielen Übersichtsartikeln und Buchrezensionen in Essay-Form.